# The Band (groupe)
Pour les articles homonymes, voir The Band.
The Band (« Le groupe ») est un groupe canadien de rock, composé de Robbie Robertson (guitare), Levon Helm (batterie, mandoline, chant), Garth Hudson (claviers, saxophone, accordéon), Richard Manuel (piano, batterie, chant) et Rick Danko (basse, violon, chant). The Band est célèbre à la fois pour ses propres albums, notamment Music From Big Pink et The Band, mais aussi pour avoir fréquemment accompagné Bob Dylan, de 1965 à 1974.

## Historique
Le groupe s'est progressivement formé à la fin des années 1950, sous le nom de « The Hawks », accompagnant alors Ronnie Hawkins dans d'incessantes tournées au Canada. Remarqués par John Hammond lors des sessions d'enregistrement d'un de ses albums, ce dernier recommande Robbie Robertson, le guitariste, à Bob Dylan, lorsqu'en 1965 il décide de passer au rock. Les Hawks accompagnent Dylan lors de sa célèbre tournée de 1966 (Royal Albert Hall Concert). Ils le suivent dans sa semi-retraite de Woodstock en 1967, l'accompagnant lors des enregistrements connus sous le nom de The Basement Tapes.
Leur premier album, Music From Big Pink, sort en 1968. Il contient leur tube The Weight, repris dans le film Easy Rider. Le deuxième album, The Band, connaît le même succès.
Mais les tensions commencent à se faire voir : les chansons sont toutes créditées Robbie Robertson, alors qu'elles ont été composées par l'ensemble du groupe. Ce leadership ne fait que s'affirmer avec le temps. S'ensuivent des albums de plus en plus décevants (Cahoots), jusqu'en 1974 où Dylan les repêche pour sa tournée américaine qui connaît un succès sans précédent. Après avoir sorti Northern Lights - Southern Cross en 1975, album qui retrouve un peu les qualités des débuts, Robertson saborde le groupe en 1976, déclarant qu'il ne veut plus tourner.

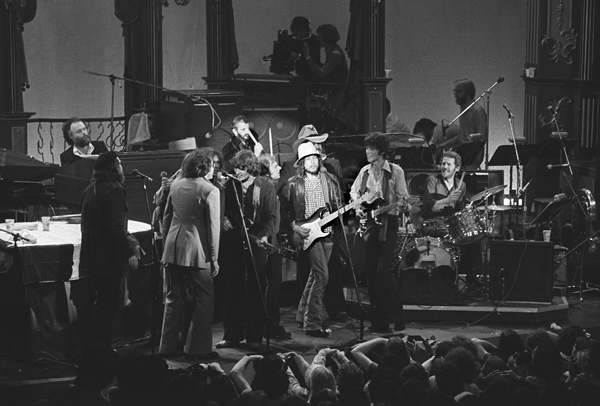
« La Dernière Valse » : The Band et les invités interprètent ensemble I Shall Be Released à la fin du concert d'adieu du groupe.

Le 25 novembre 1976, le groupe donne son concert d'adieu au Winterland Ballroom, immortalisé par le film La Dernière Valse (The Last Waltz) de Martin Scorsese. Le gratin du rock de l'époque est invité : Dylan, bien sûr, mais aussi Eric Clapton, Neil Young, Muddy Waters, Van Morrison, Joni Mitchell, Neil Diamond, Ringo Starr, Emmylou Harris, Dr. John, entre autres.
Durant les années 1980, Levon Helm reforme le groupe sans Robbie Robertson, sans grand succès. Le groupe tourne dans des lieux de plus en plus miteux, ce qui conduit au suicide de Richard Manuel, devenu par ailleurs alcoolique, en 1986. Le groupe continue bon gré mal gré, jusqu'à la mort de Rick Danko en 1999.
Levon Helm meurt d’un cancer le 19 avril 2012. Garth Hudson, dernier membre du groupe, meurt le 21 janvier 2025. 

## Discographie
- Music from Big Pink (1968)
- The Band (1969)
- Stage Fright (1970)
- Cahoots (1971)
- Rock of Ages (live, 1972)
- Moondog Matinee (1973)
- Northern Lights - Southern Cross (1975)
- Islands (1977)
- Anthology (en) (1978)
- The Last Waltz (live/studio, 1978)
- To Kingdom Come (en) (1989)
- Jericho (1993)
- Across the Great Divide (en) (1994)
- Live at Watkins Glen (en) (1995)
- High on the Hog (1996)
- Jubilation (1998)

### Avec Bob Dylan
- Planet Waves (1974)
- Before the Flood (1974)
- The Basement Tapes (1975)
- The Bootleg Series Vol. 4: Bob Dylan Live 1966, The "Royal Albert Hall" Concert (1998)